# Strabala ambulans
Strabala ambulans är en skalbaggsart som först beskrevs av Christian Wilhelm Ludwig Eduard Suffrian 1868.  Strabala ambulans ingår i släktet Strabala och familjen bladbaggar. Inga underarter finns listade i Catalogue of Life.